# سیل ۱۹۳۱ چین
سیل ۱۹۳۱ چین به سلسله سیل‌هایی گفته می‌شود که در جمهوری چین اتفاق افتاد. این سیل‌ها را به‌طور کلی می‌توان در میان مرگبارترین فجایع طبیعی که تاکنون اتفاق افتاده در نظر گرفت و تقریباً به‌طور قطع مرگبارترین آن در سدهٔ بیستم می‌باشد. تعداد کشته شدگان از ۱۴۵۰۰۰ تا حدود ۳٫۷ میلیون و۴میلیون تخمین زده می‌شود.